# Landsortsdjupet
Landsortsdjupet är Östersjöns djupaste punkt. Djupet är uppmätt till ca 458 meter beroende på vattenstånd och ligger sydost om Nynäshamn, 22 km sydost om Landsort. Landsortsdjupet är en förkastning och fanns mer än en miljard år före själva Östersjön.
Här dumpades mycket kemiskt avfall, och på 1950- och 60-talet även en del medelradioaktivt avfall i plåttunnor för slutförvaring. Också avfall, lack- och färgrester och skrotbilar har sänkts i djupet.